# Biobessa holzschuhi
Biobessa holzschuhi là một loài bọ cánh cứng trong họ Cerambycidae.